# Hedwiges Maduro
Hedwiges Maduro, född 13 februari 1985, är en nederländsk fotbollsspelare (mittfältare) som spelar för den nederländska klubben Groningen. Han har tidigare representerat PAOK, Sevilla, Valencia CF och Ajax. Maduro har också spelat landskamper för Nederländerna.
Den 5 juni 2012 värvades Maduro av Sevilla som bosman från Valencia.